# Andrea van Pol
Andrea van Pol (Amsterdam, 6 mei 1964) is een Nederlands redacteur en presentator.

## Levensloop
Van Pol studeerde Italiaans aan de Universiteit van Amsterdam. Als redactrice werkte ze voor de TROS Nieuwsshow en in het programmaseizoen 1999-2000 bij het televisieprogramma Laat de Leeuw. Ze presenteerde een aantal jaren het cultuurprogramma Pols Hoogte bij RTV Noord-Holland maar stapte op 28 juni 2007 over naar de VARA.
Van 21 januari 2007 tot en met 15 augustus 2010 presenteerde ze samen met Menno Bentveld het VARA-radioprogramma Vroege Vogels.
Op 9 juli 2011 presenteerde ze een rechtstreekse uitzending van AVRO's Kunstuur over de Zomer Expo van het Gemeentemuseum Den Haag.
In 2012 en 2013 maakte Van Pol met Roland Duong en Teun van de Keuken (bekend van Keuringsdienst van Waarde) het VPRO-programma De slag om Nederland.
Naast Kunstuur op televisie presenteerde Van Pol ook het dagelijkse kunst- en cultuurmagazine Opium op NPO Radio 4. Op die zender, thans NPO Klassiek geheten, werd ze in januari 2023 presentator van het programma De Ochtend, bij toerbeurt met Hans Smit.